# Hogwarts School of Prayer and Miracles
Hogwarts School of Prayer and Miracles (tạm dịch: Trường học Cầu nguyện và Phép lạ Hogwarts) là một tiểu thuyết fan fiction dựa trên Harry Potter, được đăng tải nhiều kỳ trên trang web FanFiction.net bởi Grace Anne Parsons dưới tên người dùng proudhousewife. Tiểu thuyết viết lại loạt phim Harry Potter theo phong cách của chủ nghĩa phúc âm và thay thế phép thuật bằng lời cầu nguyện và các hiện tượng tôn giáo. Tác phẩm đã gây được sự chú ý vì âm hưởng tôn giáo cực đoan và phong cách viết không trau chuốt, sau đó trở thành mục tiêu của sự chỉ trích cùng những bài phê bình trực tuyến. Trong chương cuối cùng, toàn bộ câu chuyện đã được tiết lộ là một sự châm biếm.

## Cốt truyện
Hogwarts School of Prayer and Miracles kể lại Harry Potter với thân phận là một đứa trẻ mồ côi người Mỹ, được nuôi dưỡng bởi người dì Petunia theo chủ nghĩa vô thần, thích theo đuổi sự nghiệp và người chồng là dượng Vernon Dursley hiền lành. Harry được cải đạo sang Cơ đốc giáo khi Hagrid, một nhà truyền giáo Tin lành, đến gõ cửa nhà Dursley và kêu gọi theo đạo. Cậu sau đó theo học tại Trường học Cầu nguyện và Phép lạ Hogwarts, học cách sử dụng lời cầu nguyện như những câu thần chú từ Hiệu trưởng Albus Dumbledore, đồng thời gặp vợ của Dumbledore là Minerva và con gái Hermione. Câu chuyện cũng xen kẽ với các bài học đạo đức và cách giải thích của tác giả về một số câu Kinh thánh. Các học sinh tại Hogwarts được chia thành bốn "Mũ" dựa trên các giáo phái Cơ đốc giáo trong thế giới thực. Trong chương cuối cùng, toàn bộ câu chuyện đã được tiết lộ là một sự châm biếm. Hầu hết các nhân vật chính được khắc họa lên như một bức tranh biếm họa về những người quá sùng đạo, và Chúa tể Voldemort bị phát hiện âm mưu vận động Quốc hội để cấm Cơ đốc giáo.

## Tiếp nhận và phê bình
Tiểu thuyết đã gây được sự chú ý vào năm 2014 và nhận về hầu hết những phản ứng tiêu cực từ các nhà phê bình vì cốt truyện, cách viết và thông điệp của tác phẩm. Nhiều nhà bình luận coi tiểu thuyết và tác giả là một phần của trò châm biếm công phu, với tạp chí Cơ đốc Relevant cho rằng Hogwarts School of Prayer and Miracles "có vẻ như là trò lừa bịp trên Internet từ một kẻ thích chơi khăm tò mò muốn biết xem liệu có ai nuốt nổi câu chuyện của họ hay không". David Mikkelsen của Snopes kết luận rằng "Mặc dù thực sự có một fan fiction về Harry Potter phiên bản Cơ đốc giáo đang lan truyền trên Internet, mục đích của người viết vẫn là nhằm châm biếm và không có mục đích muốn tạo ra một cuốn sách Harry Potter phù hợp với độc giả Cơ đốc giáo và loại bỏ những điều liên quan đến phù thủy và pháp thuật [vốn gây vấn đề cho tôn giáo này]".
Viết cho Religion News Service, Laura Turner coi đây là tác phẩm châm biếm được viết bởi một tác giả muốn chế nhạo chủ nghĩa Phúc âm. Turner cũng chỉ ra rằng tác giả không có sự hiện diện trực tuyến nào khác và cái tên "Grace Parsons" (kết hợp hai khái niệm tôn giáo) dễ nhận thấy là một trò đùa. Nhận xét về việc sử dụng những định kiến tiêu cực về các Cơ đốc nhân theo đạo Tin lành, Turner kết luận rằng tác phẩm có lẽ là một trò lừa bịp.
Chris Ostendorf của The Daily Dot đã chỉ trích phong cách viết, ngữ pháp và cốt truyện của tác phẩm, nói rằng tác giả "khiến E. L. James [tác giả của 50 sắc thái] trông giống như Shakespeare". David L. Garcia của SF Weekly thì bày tỏ thái độ gay gắt vì tác giả nắm bắt các chi tiết từ nguyên tác kém, nói rằng "Bất kể tín ngưỡng của bạn là gì, nếu đã đọc tác phẩm gốc, bạn có thể sẽ bật cười khi thấy Grace Ann mắc nhiều lỗi sai như thế nào".
Madeleine Davies của Jezebel thì chỉ trích phần cốt truyện "thân thiện với Cơ đốc giáo" của tác giả, bao gồm việc chỉnh sửa các nhân vật nữ, bác bỏ thuyết tiến hóa và miêu tả không mấy hay ho về các giáo phái Cơ đốc như Công giáo và Chủ nghĩa giám mục. Rachel Rosenbaum, viết cho The State Hornet, nói rằng tác giả "lấy các nhân vật nữ trí tuệ và dũng cảm [trong tác phẩm gốc] rồi biến họ thành ngang hàng Betty Crocker bởi vì những đặc điểm nuôi dưỡng và yêu thương của phụ nữ, Grace nói, 'chỉ phục vụ... tốt nhất trong nhà'."
Carolyn Cox của The Mary Sue đã đọc và đánh giá fan fiction một cách nghiêm túc hơn, gọi nó là một "Chick tract" có cả "gia đình Weasley sùng bái hình tượng, một cụ Dumbledore phương Nam và sự đánh đồng giữa Voldemort và Obama".